# Kleine Schüttinsel

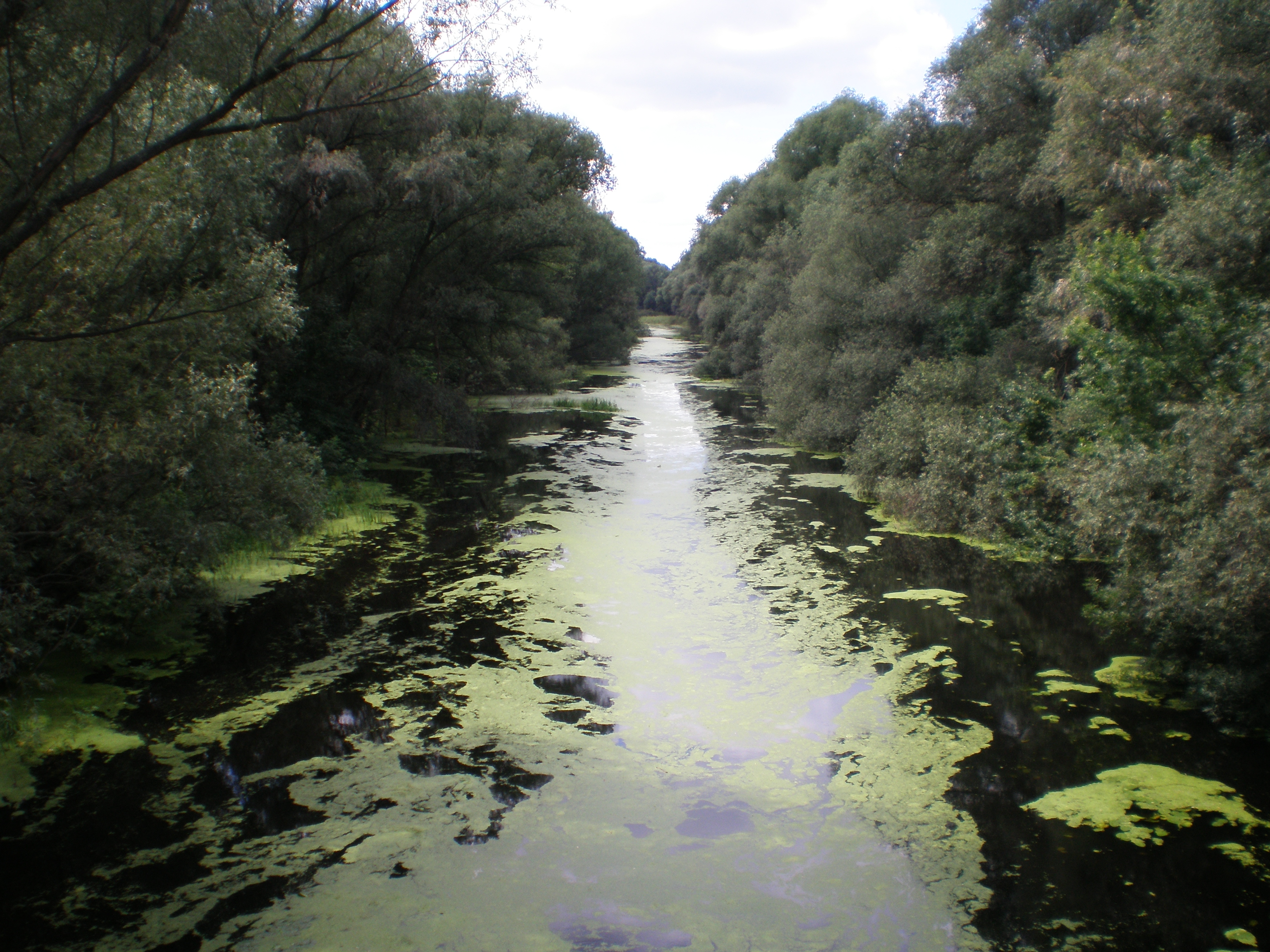
Szigetköz

Die Kleine Schüttinsel (ungarisch Szigetköz, slowakisch Malý Žitný ostrov) ist eine Insel, die durch den Hauptstrom der Donau und die Moson-Donau gebildet wird. Von der Insel liegt der größere Teil auf ungarischem, der nördliche kleinere auf slowakischem Territorium. Verwaltungstechnisch liegt die Insel im Komitat Győr-Moson-Sopron, der slowakische Teil gehört zum Okres Dunajská Streda, Trnavský kraj.
Im Gegensatz zur Großen Schüttinsel liegt die kleine Schüttinsel auf der rechten Donauseite. Sie beginnt bei Stromkilometer 1854, ist 52,5 km lang und 6 bis 8 km breit. Ihre Fläche beträgt 375 km².
Die Insel ist aber nicht nur durch die zwei Staaten zweigeteilt, sie stellt auch sonst keine Einheit dar. Während der südliche ungarische Teil schon einen jahrtausendelangen Bestand hat und dementsprechend besiedelt ist, ist der nördliche Teil eigentlich erst durch den Bau des Kraftwerkes Gabčíkovo entstanden. Durch den Kraftwerksbau wurde die Donau in ein neues Flussbett in das Landesinnere der Slowakei verlegt und der Teil zwischen dem Staubereich der Donau und dem Kraftwerkskanal kam zur kleinen Schüttinsel dazu.
Die Insel entstand durch die Sedimentation der Donau, die knapp oberhalb die Hainburger Pforte durchbricht. Durch den flachen Verlauf der Insel wird diese einerseits oft überschwemmt, andererseits durch viele kleinere Flussläufe mit einer Gesamtlänge von 200 Kilometer durchzogen. Viele Orte wurden schon mehrmals an verschiedenen Stellen nach Hochwasser neu aufgebaut oder blieben Wüstungen, an die nur mehr Flurnamen erinnern. Große Überflutungen waren in den Jahren 1242, 1426, 1760, 1809, 1845, 1850, 1862, 1883. Das letzte große Hochwasser war im Jahr 1954.
Im 19. Jahrhundert wurden zwar zahlreiche Hochwasserschutzbauten errichtet, diese konnten die Anforderungen jedoch nicht erfüllen. So wurden allein zwischen 1853 und 1883 18 Dammbrüche mit entsprechenden Überflutungen verzeichnet.
Erst im 20. Jahrhundert gelang es durch Deiche, die nicht wie üblich direkt am Flussufer, sondern weiter im Landesinneren aufgeschüttet wurden, einen erfolgreichen Hochwasserschutz zu erzielen und dabei trotzdem große Flächen der Aulandschaft zu erhalten. Die Insel dient Zugvögeln als Brutplatz und bildet ein Rückzugsgebiet für Wildtiere (z. B. Rehe). Zudem kommen hier verschiedene Pflanzenarten vor, die sonst in den beiden Ländern nicht zu finden sind.
Seit 1987 stehen große Teile der Schüttinsel unter Naturschutz. Außerdem ist auf der Insel der Nationalpark Szigetköz geplant.

## Orte
Der ungarische Teil wird noch in einen Felső .. (Oberen Teil) und einen Alsó .. (Unteren Teil) unterteilt.
Folgende Orte werden zur kleinen Schüttinsel gerechnet:
| Slowakei                                 | Ungarn - Felső Szigetköz | Ungarn - Alsó Szigetköz                                                                                                |
| ---------------------------------------- | --- | --- |
| - Dobrohošť - Vojka nad Dunajom - Bodíky | - Dunakiliti - Dunasziget - Feketeerdő - Mosonmagyaróvár - Halászi - Kisbodak - Püski - Máriakálnok - Kimle - Dunaremete - Darnózseli - Lipót - Hédervár - Mecsér - Ásványráró | - Dunaszentpál - Dunaszeg - Győrladamér - Győrzámoly - Győrújfalu - Győr - Vámosszabadi - Nagybajcs - Kisbajcs - Vének |